# ベルンハルト・リーマン
ゲオルク・フリードリヒ・ベルンハルト・リーマン（ドイツ語: Georg Friedrich Bernhard Riemann, 1826年9月17日 - 1866年7月20日）は、ドイツの数学者。解析学・幾何学・数論の分野で業績を上げた。アーベル関数に関する研究によって当時の数学者から高く評価されたが、先駆的な彼の研究は十分に理解されず、20世紀になって彼のそれぞれの研究分野で再評価されるようになった。19世紀を代表する数学者の一人である。
彼の名前が残っている数学用語に、リーマン積分、コーシー＝リーマンの方程式、リーマンのゼータ関数、リーマン多様体、リーマン球面、リーマン面、リーマン＝ロッホの定理、リーマン予想などがある。また、小惑星(4167) Riemannは彼にちなむ。

## 生涯
ハノーファー王国ダンネンベルク (Dannenberg) 近くの小村ブレゼレンツ (Breselenz) に牧師の息子として生まれた。幼少期から、彼は非常に内気で内向的だったという。1847年に、ゲッティンゲン大学に入学、カール・フリードリヒ・ガウスと初めて出会った。同年ベルリン大学に移り、ペーター・グスタフ・ディリクレ、カール・グスタフ・ヤコブ・ヤコビ、フェルディナント・ゴットホルト・マックス・アイゼンシュタインから楕円関数論や偏微分方程式論を学んだ。1849年にゲッティンゲン大学に戻り、1851年にガウスのもとで論文「1複素変数関数の一般理論の基礎づけ」を提出して博士号を取得、1854年には「幾何学の基礎にある仮説について」で大学教授資格を取得した。ガウスは若い数学者をほとんど評価しなかったが、リーマン幾何学に関する講演は高く賞賛した。二つの論文によって、複素解析の基礎づけとリーマン幾何学を確立した。
1857年に予備教授となり、1859年にディリクレの後継者として正教授になった。1862年に妹の友人エリーゼ・コッホと結婚し娘が生まれたが、この時期から結核の病状が悪化してイタリアで療養するようになった。1866年、旅の途中にマッジョーレ湖の近くで39歳で亡くなった。その生涯についてはリーマン全集に掲載されたリヒャルト・デーデキントの小伝がある。

## 主要な業績
複素解析の分野はオーギュスタン＝ルイ・コーシーが独力で研究していたが、リーマンは1851年の学位論文でコーシー＝リーマンの微分方程式を複素関数の定義として（コーシーは複素関数の一種として定義し、単性関数と呼んでいた）、さらに写像やリーマン面など新たな成果を組み込むことで複素解析の基礎づけと共に理論的な発展をさせることになった。1854年の教授資格講演「幾何学の基礎にある仮説について」では、初めて多様体の概念を導入して、リーマン幾何学を確立した。これは後にアルベルト・アインシュタインによって一般相対性理論に応用されている。
リーマンが当時の数学者によって高く評価されたのは、学位論文の続編となる1857年の論文「アーベル関数の理論」によるところが大きい。この論文で、彼は楕円関数論での未解決問題であったヤコービの逆問題を解決し、アーベル関数論を完成させた。リーマンは楕円型偏微分方程式によるモジュライの理論の研究の先駆者となり、双有理同値、ヤコビ多様体、テータ関数論などの研究はその後の代数幾何学の研究の端緒となった。
半積分の定義を初めて提唱した。
三角級数による表現に関する論文では、リーマン積分の概念を提示することで、実解析の基礎づけに寄与した。数論については1859年の論文「与えられた数より小さい素数の個数について」が唯一の論文であるが、彼の複素解析の方法の一つの応用である。ゼータ関数についてのリーマン予想を述べ、解析的整数論の重要論文の一つとなった。この予想は21世紀になっても重要な未解決問題の一つとなっている。
リーマン自身は自分の数学理論を物理学に応用したいと考えていたが、彼は準備していた研究を生前に公表するには至らなかった。

## リーマンの数学の影響
リーマンの直接の後継者はリーマン・ロッホの定理で知られるグスタフ・ロッホと代数曲線論を発展させたアルフレッド・クレプシュである。だが、この二人は若くして亡くなった。ゴルタンもリーマンとの交流があり、当初はリーマンの研究を継承しようとしていたが、不変式論で独自の研究へと進んでいった。リーマンの影響は直接の接触のなかった次の世代のフェリックス・クライン、アンリ・ポアンカレ、ダフィット・ヒルベルトによってさまざまな数学的成果へと結び付けられるようになった。
現在では、リーマンの数学的業績の多くがさまざまな分野に浸透しているが、19世紀には、複素解析の基礎づけもリーマン幾何学も正当な評価を得ていなかった。複素解析の分野では、カール・ワイエルシュトラスがリーマンの複素解析の基礎づけに使ったディリクレの原理にギャップがあることを指摘したため、多くの数学者が疑念を共有するようになった。その一方で、ワイエルシュトラスが主導していたベルリン学派の数学者たちはリーマンの複素解析と楕円関数の研究を検討するようになり、シュワルツは幾何学的方法によってリーマンのギャップを解消する交互処理法を導入し、フックスは特異点のまわりでの解の解析接続を研究するためにリーマンの方法を利用するようになった。また、クラインはリーマンの複素解析に関する論文を発表し、この分野での研究を促していった。1900年、ヒルベルトは（ワイエルシュトラスが批判した）ディリクレの原理の問題を解消し、その後、ヘルマン・ワイルがリーマン面を1次元複素多様体として厳密に定義し、さらにディリクレの原理を直交射影の原理として再定式化することで、リーマンの複素解析での業績は再評価されることになった。ポアンカレはリーマンが示した位置解析のアイデアを発展させ、トポロジーを体系的に研究した。また、ポアンカレとケーベは写像定理を一般化した一意化の定理をそれぞれ独立に証明した。カール・ジーゲルはリーマンの遺稿を分析することで、リーマン予想に関するリーマンの研究の中に、すでにその後の研究を先取りする内容が含まれていることを発見した。
クラインはリーマンの複素解析を支持したが、エルランゲン・プログラムとの違いからリーマン幾何学に対しては否定的な姿勢をとった。リーマン幾何学の研究はリーマンが晩年に滞在していたイタリアで発展していった。リーマン自身はリーマン幾何学の計算技法を十分に与えなかったが、それを補うテンソル解析がエウジェニオ・ベルトラミ、トゥーリオ・レヴィ＝チヴィタによって発展させられた。この分野はアインシュタインの相対性理論の登場によって注目されることになる。
ディリクレの示唆によって書かれた三角級数に関する論文は、ルベーグ積分とゲオルク・カントールの集合論の発展に影響を与えた。

## 主要論文
- Grundlagen für eine allgemeine Theorie der Functionen einer veränderlichen complexen Grösse (PDF)  (1851) - 「複素一変数関数の一般論の基礎」、笠原乾吉訳（『リーマン論文集』、1-43頁）
- Ueber die Darstellbarkeit einer Function durch eine trigonometrische Reihe (PDF)  (1854) - 「任意関数の三角級数による表現の可能性について」、長岡亮介・鹿野健訳（『リーマン論文集』、223-276頁）
- Ueber die Hypothesen, welche der Geometrie zu Grunde liegen (PDF)  (1854) - 「幾何学の基礎にある仮説について」、山本敦之訳（『リーマン論文集』、295-311頁）
- Theorie der Abel'schen Functionen (PDF)  (1857) - 「アーベル関数の理論」、高瀬正仁訳（『リーマン論文集』、71-153頁）
- Beiträge zur Theorie der durch die Gauss'sche Reihe F(α, β, γ, x) darstellbaren Functionen (PDF)  (1857) - 「ガウスの級数 F(α, β, γ, x) で表示できる関数の理論への貢献」、寺田俊明訳（『リーマン論文集』、45-70頁）
- Ueber die Anzahl der Primzahlen unter einer gegebenen Grösse (PDF)  (1859) - 「与えられた限界以下の素数の個数について」、杉浦光夫訳（『リーマン論文集』、155-185頁）

## 著作
- ベルンハルト・リーマン『リーマン論文集』足立恒雄・杉浦光夫・長岡亮介 訳、朝倉書店〈数学史叢書〉、2004年2月20日。ISBN 4-254-11460-5。
- ベルンハルト・リーマン、ヘルマン・ミンコウスキー『幾何学の基礎をなす仮説について』ヘルマン・ワイル 序文・解説、菅原正巳 訳、清水弘文堂書房、1970年6月10日。 - ミンコウスキー『空間と時間』を併録。
  - ベルンハルト・リーマン、ヘルマン・ミンコフスキー『幾何学の基礎をなす仮説について』ヘルマン・ワイル 序文・解説、菅原正巳 訳、筑摩書房〈ちくま学芸文庫〉、2013年11月6日。ISBN 978-4-480-09583-1。 - ミンコフスキー『空間と時間』を併録。
- リーマン「幾何学の基礎をなす仮説について」『現代の科学 1』近藤洋逸 訳、中央公論社〈世界の名著 65〉、1973年9月10日、285-302頁。ISBN 978-4-12-400145-7。NDLJP:2990581。
  - リーマン「幾何学の基礎をなす仮説について」『現代の科学 1』近藤洋逸 訳（中公バックス）、中央公論社〈世界の名著 79〉、1979年7月20日。ISBN 978-4-12-400689-6。NDLJP:12406051。